# DGM
DGM (sigla de "Diego, Gianfranco e Maurizio", nomes dos membros fundadores) é uma banda italiana de power metal progressivo. Ao longo da história da banda, eles tiveram várias mudanças de formação, com nenhum dos membros fundadores na formação atual da banda e oito membros anteriores desde 1994.

## História

### Início (1994-2000)
Originalmente formado em 1994 como um grupo de power metal totalmente instrumental, o DGM envolvia o guitarrista Diego Reali, o tecladista Maurizio Pariotti e o baterista Gianfranco Tassella.
Em 1995, Luciano Regoli, ex-Raccomandata Ricevuta Ritorno, juntou-se como vocalista.
Com o novo baterista Fabio Costantino (ex-Carnal Raptor), o DGM entrou em estúdio para o seu segundo álbum: Wings of Time, que no Japão vendeu mais de 4 mil cópias nos primeiros 10 dias.

### Era Titta Tani (2000–2007)
Antes do lançamento do terceiro álbum de estúdio, Titta Tani se juntou à banda, tornando-se o novo vocalista.
Em 2002, a banda assinou com o selo independente italiano Scarlet Records. Hidden Place foi lançado em maio de 2003 com um novo som progressivo do novo tecladista Fabio Sanges (Abstracta). O quarto álbum recebeu críticas positivas.
Misplaced foi lançado em fevereiro de 2004. O álbum foi produzido pelos estúdios Outer Sound de Giuseppe Orlando. Foi bem recebido pelas revistas e pelo público.
Em 2005, Simone Mularoni substituiu Diego Reali. Mularoni tinha experiência anterior como engenheiro de som e produtor no Fear Studios. Após sua contratação, o DGM também se mudou o tecladista: entra Emanuele Casali após a saída de Fabio Sanges. Mularoni e Casali deram às novas canções um processo renovado de gravação e o resultado da experiência de Simone está incluído em Different Shapes, que foi lançado em 2007.

### Era Mark Basile (2007-atualmente)
Em fevereiro de 2007, o DGM anunciou que Mark Basile era o novo vocalista da banda. Ele foi escolhido entre várias audições pela Itália, Europa e América depois que Titta Tani deixou a banda.
No início de 2009, o DGM lançou seu primeiro álbum com Mark Basile e o sétimo álbum de sua carreira: Frame. Embora bem recebido, alguns o viram como um ligeiro retrocesso em comparação com o Different Shapes.
Em 28 de março de 2013, o DGM lançou seu oitavo álbum, Momentum, com vocais Russell Allen do Symphony X na faixa "Reason" e guitarras de de Jørn Viggo Lofstad do Pagan's Mind na faixa "Chaos".
Em 26 de agosto de 2016, o DGM lançou seu nono álbum de estúdio, The Passage, chamado por Simone Mularoni de "facilmente nosso trabalho mais ambicioso até agora”. Este álbum também contou com participações especiais, o vocalista do Evergrey Tom Englund na faixa e single "Ghosts of Insanity" e Michael Romeo do Symphony X na faixa "Dogma".

## Membros

### Membros atuais
- Mark Basile - vocais (2008-presente)
- Simone Mularoni - guitarra (2006 - presente)
- Emanuele Casali - teclados (2006-presente)
- Andrea Arcangeli - baixo (2003-presente)
- Fabio Costantino - bateria (1999-presente)

### Membros antigos
- Diego Reali - guitarra, baixo (1994–2005)
- Gianfranco Tassella - bateria (1994-1999)
- Maurizio Pariotti - teclados (1994–2002)
- Luciano Regoli - vocal (1995-2000)
- Marco Marchiori - baixo (1998-2000)
- Ingo Schwartz - baixo (1996–1997)
- Titta Tani - vocais (2001–2007)
- Fabio Sanges - teclados (2003–2005)

## Discografia

### Álbuns de estúdio
- 1997 - Change Direction
- 1999 - Wings of Time
- 2001 - Dreamland
- 2003 - Hidden Place
- 2004 - Misplaced
- 2007 - Different Shapes
- 2009 - Frame
- 2013 - Momentum
- 2016 - The Passage
- 2020 - Tragic Separation

### Coletâneas e álbuns ao vivo
- 2010 - Synthesis
- 2017 - Passing Stages: Live in Mian and Atlanta